# Irmgard Weinhofen
Irmgard Weinhofen (geborene Herfurt; * 6. Mai 1931 in Obrawalde bei Schwerin an der Warthe, heute Obrzyce/Polen) ist eine deutsche Lehrerin und Germanistin.

## Leben und Wirken
Irmgard Herfurt wuchs als Tochter von Charlotte Herfurt, geborene Henschke (* 1908; vermutlich 1945 verschollen) und deren Ehemann, dem Bildhauer Alfred Herfurt (1903–1986) in ihrem Geburtsort Obrawalde auf. Vor der nahenden Kriegsfront fliehend zog die Familie 1945 zunächst nach Berlin und bald nach Burg bei Magdeburg, wo ihr Vater in einer Altarbau-Werkstatt Arbeit fand.
Gemeinsam mit ihrer Schwester Inge Herfurt (1940–1955) freundete sie sich 1948 im städtischen Badehaus während der Nachbehandlung einer durch Fischvergiftung erlittenen Lähmung mit der damals 15-jährigen Brigitte Reimann an, die dort wegen ihrer Kinderlähmung ebenfalls therapiert wurde. Irmgard absolvierte 1950 eine kaufmännische Ausbildung in Berlin; es kam seitdem zu einem ausführlichen Briefwechsel mit Reimann, die nach ihrem Abitur zunächst als Lehrerin arbeitete und Irmgards Schwester Inge unterrichtete, die 1955 an den Folgen der Fischvergiftung starb. Nach einem Fernstudium an der Hochschule für Betriebsökonomie in Berlin-Karlshorst arbeitete Irmgard Herfurt als Dozentin für Arbeitsökonomie an der Ingenieurschule für Bekleidungsindustrie.
1959 heiratete sie den niederländischen Dolmetscher und Übersetzer Frederik van Weinhofen (1922–1993), der während des Zweiten Weltkriegs aus einem deutschen KZ geflohen war und sich jugoslawischen Partisanen angeschlossen hatte, mit denen er in Italien kämpfte. Nachdem 1961 die DDR-Grenze abgeriegelt wurden, reiste das Paar nach vorherigem Antrag im Dezember 1963 in die Niederlande aus. Dort arbeitete Irmgard Weinhofen in der Verwaltung einer Zigarettenfabrik (British-American Tobacco Company). Ihr Mann war als Übersetzer tätig und gab außerdem Unterricht in Deutsch, Englisch und Russisch. Irmgard Weinhofen übersetzte Publikationen des holländischen Schriftstellers Jan Wolkers, es war ein besonderes Anliegen des Ehepaars, ihn Brigitte Reimann brieflich nahezubringen. Von 1968 bis 1976 studierte Irmgard Weinhofen an der Universität Amsterdam Germanistik, unter anderem bei Klaus F. Gille (* 1938).
Weinhofen nahm Anteil an den Schaffensproblemen von Brigitte Reimann, schickte ihr Literatur und Schallplatten in die DDR und bemühte sich in den Niederlanden um Übersetzungen von Reimanns Büchern. Weinhofen reiste so oft wie möglich nach Ost-Berlin und Neubrandenburg, um sich dort mit ihrer Familie und Reimann zu treffen. Nachdem der niederländische Pegasus-Verlag 1969 die Publikation der von Frederik van Weinhofen übersetzten Erzählung Die Frau am Pranger absagte, war der entscheidende Vorstoß gescheitert, Brigitte Reimann offiziell nach Amsterdam zu Lesungen einladen zu können, da Reimann für eine private Reise in die Niederlande keine Genehmigung erhielt.
Die Korrespondenz zwischen Weinhofen und Reimann kennzeichnet eine besondere Offenheit, mit sie sich nicht nur über die kulturpolitischen und sozialen Verhältnisse in Ost und West austauschten, sondern sich gegenseitig auch private und – seitens Reimann in besonderer Weise – gesundheitliche Probleme anvertrauten. Der 2003 im Aufbau-Verlag veröffentlichte Briefwechsel, der auch Briefe von Reimanns Freunden Juergen Schulz und Dieter Jürn einbezieht, schließt die biographisch chronologische Lücke zwischen dem Ende der publizierten Tagebücher Reimanns am 14. Dezember 1970 und ihrem Tod am 20. Februar 1973.
Im Dezember 1972 sah Weinhofen die an Krebs erkrankte 39-jährige Brigitte Reimann zum letzten Mal. Reimanns letzte Tage in der Klinik in Berlin-Buch und auch die Eindrücke von der Trauerfeier auf dem Friedhof Baumschulenweg in Berlin, zu der Weinhofen keine Einreisegenehmigung in die DDR erhielt, schildern die Briefe von Juergen Schulz, mit dem Weinhofen bis zu dessen Tod im Jahr 2020 freundschaftlich verbunden blieb. Beide beklagten mehrfach, dass die Aufzeichnungen, die die unermüdliche Tagebuch-Schreiberin Brigitte Reimann auch nach dem 14. Dezember 1970 bis ans Ende ihrer Tage im Februar 1973 in Berlin-Buch in ihre dafür verwendeten Schreibhefte machte, nicht zugänglich sind.
1981 bemühte sich Elisabeth Elten-Krause vom Literaturzentrum Neubrandenburg bei Weinhofen um eine archivalische Sicherung des Briefwechsels, bekam jedoch eine Absage, weil Weinhofen die zum Teil sehr persönlichen Briefinhalte noch zu nahe gingen und kein ausreichendes Vertrauen in die Institutionen der DDR gegeben war. Zu Recht, wie sich später zeigen sollte: Wie stark Weinhofens Korrespondenz und Reisen in die DDR von der Staatssicherheit überwacht und beargwöhnt wurden, zeigen die in den 1990er-Jahren durch die BStU zugängig gemachten Geheimdienst-Akten.
Nach dem Tod ihres Ehemannes übersiedelte Weinhofen 1997 wieder nach Berlin. Nach der Deutschen Wiedervereinigung übergab sie die Originale des Briefwechsels dem Brigitte-Reimann-Literaturhaus. Hier wie vor allem auch in Hoyerswerda engagierte sie sich publizistisch und im Rahmen zahlreicher Veranstaltungen für Leben und Werk Brigitte Reimanns.
Weinhofen ist Ehrenmitglied des Kunstvereins Hoyerswerda.

## Veröffentlichungen

### Bücher
- Technische Arbeitsnormung in der Bekleidungsindustrie. In: Lehrbrief Betriebsökonomik, Ingenieurschule für Bekleidungsindustrie, Berlin 1960.
- Grüß Amsterdam. Briefwechsel 1956–1973. mit Brigitte Reimann, Hrsg.: Angela Drescher, Dorit Weiske, Aufbau Taschenbuch Verlag, Berlin 2003, ISBN 978-3-7466-1937-8.[16]
- Brigitte lebt in den Herzen derer, die sie lieb hatten. In: Was ich auf dem Herzen habe – Begegnungen mit Brigitte Reimann. Hrsg.: Helene und Martin Schmidt, Hoyerswerdaer Kunstverein 2008, S. 157–176, ISBN 978-3-9808957-2-9.[17]

### Hörfunk
- Denk ich an Brigitte. Erinnerungen an Brigitte Reimann von und mit Irmgard Weinhofen. Lesung. Redaktion und Regie: Matthias Thalheim, MDR Figaro, 2003.
- Grüß Amsterdam – ein Briefwechsel. Lesung mit Jutta Hoffmann, Frauke Poolman, Torben Kessler und Max Urlacher, Regie: Matthias Thalheim. 3 Folgen, MDR Figaro, 2003.
- Inés Burdow: Die Unvollendete – Die Schriftstellerin Brigitte Reimann, Hörfunk-Feature mit u. a. Brigitte Reimann, Ludwig Reimann und Ulrich Reimann, Irmgard Weinhofen, Wolfgang Schreyer, Martin Schmidt, Juergen Schulz, Inés Burdow, Valery Tscheplanowa, Regie: Nikolai von Koslowski, 59 Minuten, Ursendung: 20. Februar 2013, MDR Figaro / RBB Kulturradio[18]